# Sử Tiến
Sử Tiến (tiếng Hán: 史進, bính âm: Shǐ Jìn) là một nhân vật trong tiểu thuyết Thủy hử. Ở Lương Sơn Bạc, Sử Tiến là đầu lĩnh thứ 23, được sao Thiên Vị Tinh (chữ Hán: 天微星; tiếng Anh: Minute Star) chiếu mệnh.

## Thân thế
Sử Tiến ở Sử gia trang thuộc phủ Duyên An. Từ nhỏ ông đã ham mê võ nghệ hơn các công việc nhà nông. Ông hay xăm hoa trên mình, cùng với chín con rồng, vì thế có ngoại hiệu là Cửu Văn Long (chữ Hán: 九纹龙). Trong phần đầu của tác phẩm, Vương Tiến, một giáo đầu cấm quân, do chống lại lệnh của thái uý Cao Cầu nên bị truy nã. Trên đường bỏ trốn ông đến Sử gia trang. Vương Tiến và Sử Tiến đã có cuộc đấu võ mà phần thắng thuộc về Vương Tiến. Sử Tiến rất khâm phục võ nghệ của Vương Tiến nên bái ông làm sư phụ dạy võ nghệ. Sau vài tháng, Vương Tiến thấy võ nghệ của Sử Tiến có tiến bộ vượt bậc nên từ giã.

## Chống cướp Hoa Sơn
Gần Sử gia trang có núi Hoa Sơn, ở đó có một toán cướp. Một lần, một tướng cướp là Trần Đạt dẫn quân tấn công Sử gia trang, nhưng bị Sử Tiến đánh bại và bị bắt. Anh em kết nghĩa với Trần Đạt là Chu Vũ và Dương Xuân đến cầu xin Sử Tiến thả Trần Đạt. Sử Tiến cảm động và tha Trần Đạt. Từ đó, Sử Tiến với ba người kia trở thành thân thiết. Hai bên thường gửi quà và mở tiệc đãi nhau.
Sau một buổi tiệc, Vương Tứ - một gia nhân của Sử Tiến say rượu, trở về từ sào huyệt của nhóm cướp và bị bắt gặp bởi tay thợ săn Lý Cát. Do hám tiền, Lý Cát đã dò hỏi và lấy được lá thư của băng cướp gửi Sử Tiến. Lý Cát đem nộp lá thư cho quan huyện và tố cáo Sử Tiến câu kết với giặc cướp. Quan huyện lập tức cử lính đến tấn công Sử gia trang, nhưng do đã biết trước nên Sử Tiến cùng với sự giúp đỡ của toán cướp đã đánh bại quân lính, sau đó đốt Sử gia trang và trốn lên Hoa Sơn.

## Gặp Lỗ Trí Thâm và gia nhập Lương Sơn Bạc
Khi thoát lên Hoa Sơn, Chu Vũ mời Sử Tiến nhập đảng cướp nhưng ông từ chối. Ông đến Vị Châu và làm quen với Lỗ Trí Thâm. Sau khi Lỗ Trí Thâm bị trục xuất khỏi chùa Ngũ Đài, gặp lại Sử Tiến và cả hai trừ diệt được toán cướp đội lốt thầy tu.
Sử Tiến trở lại Hoa Sơn. Ông tìm cách cứu con gái của một thợ vẽ tên Vương Nghĩa do Hạ thái thú bắt ép làm thiếp, bằng cách ám sát hắn ta. Tuy nhiên việc bất thành, Sử Tiến bị bắt. Lỗ Trí Thâm đến tận dinh thái thú cứu ông cũng bị bắt nốt. Sự việc đến tai Lâm Xung, ông lo lắng báo tin cho Tống Giang. Tống Công Minh ra lệnh cho các hảo hán Lương Sơn đóng giả Túc thái uý, đánh lừa Hạ thái thú và giết hắn, cứu Sử Tiến và Lỗ Trí Thâm ra. Sử Tiến trở thành đầu lĩnh trên Lương Sơn.

## Bị bắt ở phủ Đông Bình
Trong trận đánh phủ Đông Bình, Sử Tiến xin phép Tống Giang cho tiếp cận Đông Bình, ở trọ nhà kĩ nữ Lý Thuỵ Lan để tiện thể vào thành do thám. Nhưng Lý Thuỵ Lan một mặt nhận tiền của Sử Tiến, một mặt lại kêu bố mẹ nuôi gọi quan binh đến bắt ông. Chuyện đến tai Ngô Dụng, ông phải lệnh cho Cố Đại Tẩu hoá trang làm người nhà Sử Tiến, xin vào tù thăm chủ nhân, tiện thể bày kế nội ứng ngoại hợp. Đến đêm, Sử Tiến lừa đánh chết cai ngục và một số lính gác, thoát ra ngoài, được quân Lương Sơn do Vương Anh chỉ huy đến cứu. Thu phục được Đổng Bình, Sử Tiến quay lại nhà Lý Thuỵ Lan trả thù, giết sạch già trẻ không chừa một ai.

## Chiêu an và tử trận
Khi quân Lương Sơn quy thuận triều đình, Sử Tiến tham dự các trận đánh quân Liêu, Điền Hổ, Vương Khánh, Phương Lạp, góp nhiều công lớn cho triều đình nhà Tống. Trong trận đánh Phương Lạp, Sử Tiến chết khi trúng tên của Bàng Vạn Xuân tại ải Dục Linh.

## Trong điện ảnh
Trong phim Thủy hử (1998), Sử Tiến do diễn viên Quách Quân thủ vai. Trong bản Thủy hử (2011), nhân vật Sử Tiến do diễn viên Hàn Đống thủ vai.